# Ресигаро
Реси́гаро (Resígaro, Resígero) — индейский язык, который относится к верхнеамазонской подгруппе североаравакской группы аравакской семьи языков, на котором говорит народ с одноимённым названием,  проживающий в деревнях Бора и Окайна региона Лорето на северо-востоке Перу.  Группа ресигаро растворяется в обществах групп бора и окайна. Также используются бора, окайна, уруйский уитотский и испанский языки.